# Генеральная торговая компания (Дания)
Генеральная торговая компания (дат. Det Almindelige Handelskompagni) — датская торговая компания, существовавшая с 1747 по 1774 годы и занимавшаяся в первую очередь колонизацией Гренландии.

## История
В 1730-х годах датская заморская торговля была почти полностью организована посредством торговых компаний. Только в Балтийском море этого ещё не произошло. По этой причине в 1742 году было основано Оптовое общество (дат. Grosserer Societetet) — ассоциация датских оптовиков, действующих в Европе. Однако копенгагенское купечество опасалось за свободу торговли в Европе и протестовало против этих планов, поэтому Оптовое общество в конечном итоге стало лишь профессиональной организацией, а не торговой компанией, как планировалось изначально.
Вместо этого в 1747 году была основана Генеральная торговая компания. Президентом компании стал Кристиан Август фон Беркентин (дат.), а купцы Фредерик Хольмстед, Андреас Бьёрн и Олуф Блах сформировали руководство. Заключение мира в войне за австрийское наследство в 1748 году вызвало в Дании экономический кризис, от которого пришлось страдать молодой торговой компании. Купец Якоб Северин, обладавший торговой монополией в Гренландии с 1734 года, в 1750 году отказался от неё из-за отсутствия экономического успеха и передал свою монополию Генеральная торговой компании. Это привело к небольшому подъёму, который усилился в последующие годы во время Семилетней войны с 1756 по 1763 год, когда торговля также велась в Средиземноморье и Вест-Индии, в то время как подотдел для Константинополя, основанный в 1757 году, оставался безуспешным. В 1763 году торговая компания также взяла на себя торговую монополию в Исландии и Финнмарке. Однако никакого экономического успеха там добиться не удалось. На протяжении всего своего существования торговая компания экономически выживала только за счёт монопольной торговли в Гренландии. За последние два десятилетия проект колонии значительно расширился. В 1750 году существовали только колонии в Нууке, Касигианнгуите и Памиуте, а также поселения в Илулиссате, но между 1752 и 1774 годами было основано еще двенадцать колоний и поселений, что было очень выгодно для торговли, поскольку это также постепенно положило конец господству голландских китобоев в Гренландии. Кроме того, они решили сделать основным товаром торговлю тюленьим жиром, тогда как ранее они пытались заняться китобойным промыслом, однако это было безуспешно.
В 1774 году правительство приняло решение о роспуске Генеральной торговой компании из-за её ограниченного экономического успеха. Вместо этого предполагалось основать две новые торговые компании: Королевскую гренландскую торговлю для Гренландии и ещё одну для торговли в Исландии, Финнмарке и Фарерских островах, где Дания имело торговую монополию с 1709 года. Однако в 1781 году обе торговые компании вновь объединились: KGH отвечал за Исландию и Финнмарк до 1790 года, а за Фарерские острова — до 1856 года.